# Ernst Bojesen
Ernst Severin Jens Bojesen, född 23 februari 1849 i Sorø, död 10 juli 1925 i Köpenhamn, var en dansk bokförläggare. Han var far till Kay Bojesen.
Bojesen grundade 1878 en konsthandel och ett konstförlag, vilket 1896 gick upp i Det nordiske Forlag, som i sin tur sammanslogs med det Gyldendalske. 
Som förläggare var Bojesen mycket driftig och uppslagsrik och fick stor framgång med sitt förlag. Han startade bland annat den stora illustrerade jubileumsupplagan av Holberg, utagaMall:Vad Juleroser och skämttidningen Oldfux.

## Utmärkelser
- Riddare av Dannebrogorden,  1902[2]
- Dannebrogsmännens hederstecken,  1915[2]

[Redigera Wikidata]